# Kanton Saramon
Der Kanton Saramon war bis 2015 ein französischer Wahlkreis in der Region Midi-Pyrénées. Er lag im Arrondissement Auch und im Département Gers. Hauptort war Saramon.
Der 16 Gemeinden umfassende Kanton war 188,23 km² groß und hatte 3104 Einwohner (Stand: 2012).

## Gemeinden
| Gemeinde            | Einwohner | Code postal | Code Insee |
| ------------------- | --------- | ----------- | ---------- |
| Aurimont            | 134       | 32450       | 32018      |
| Bédéchan            | 104       | 32450       | 32040      |
| Boulaur             | 128       | 32450       | 32061      |
| Castelnau-Barbarens | 452       | 32450       | 32076      |
| Faget-Abbatial      | 211       | 32450       | 32130      |
| Lamaguère           | 66        | 32260       | 32186      |
| Lartigue            | 164       | 32450       | 32198      |
| Moncorneil-Grazan   | 104       | 32260       | 32266      |
| Monferran-Plavès    | 111       | 32260       | 32267      |
| Pouy-Loubrin        | 91        | 32260       | 32327      |
| Saint-Martin-Gimois | 74        | 32450       | 32392      |
| Saramon             | 673       | 32450       | 32412      |
| Sémézies-Cachan     | 75        | 32450       | 32428      |
| Tachoires           | 101       | 32260       | 32438      |
| Tirent-Pontéjac     | 70        | 32450       | 32447      |
| Traversères         | 63        | 32450       | 32454      |